# Große Sternmiere
Die Große Sternmiere (Rabelera holostea (L.) M.T.Sharples & E.A.Tripp, Synonym: Stellaria holostea L.), auch Echte Sternmiere oder Großblütige Sternmiere genannt, ist seit 2019 die einzige Art der Pflanzengattung Rabelera innerhalb der Familie der Nelkengewächse (Caryophyllaceae). Sie ist ein weitverbreiteter Frühjahrsblüher in den warmgemäßigten Gebieten Europas bis Westasiens und Nordafrikas.

## Beschreibung

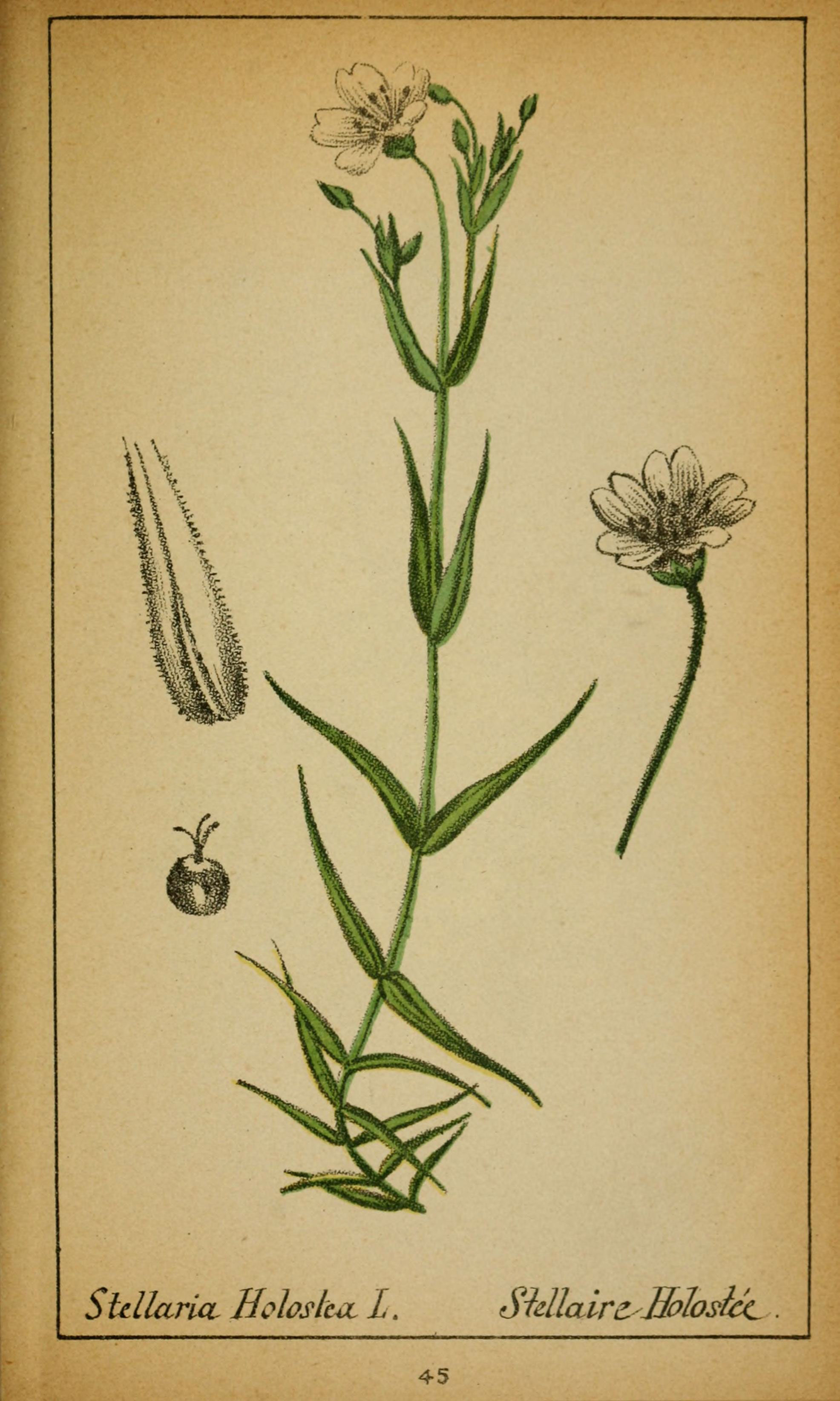
Illustration aus Choix de plantes de l’Europe centrale et particulièrement de la Suisse et de la Savoie, Tafel 45

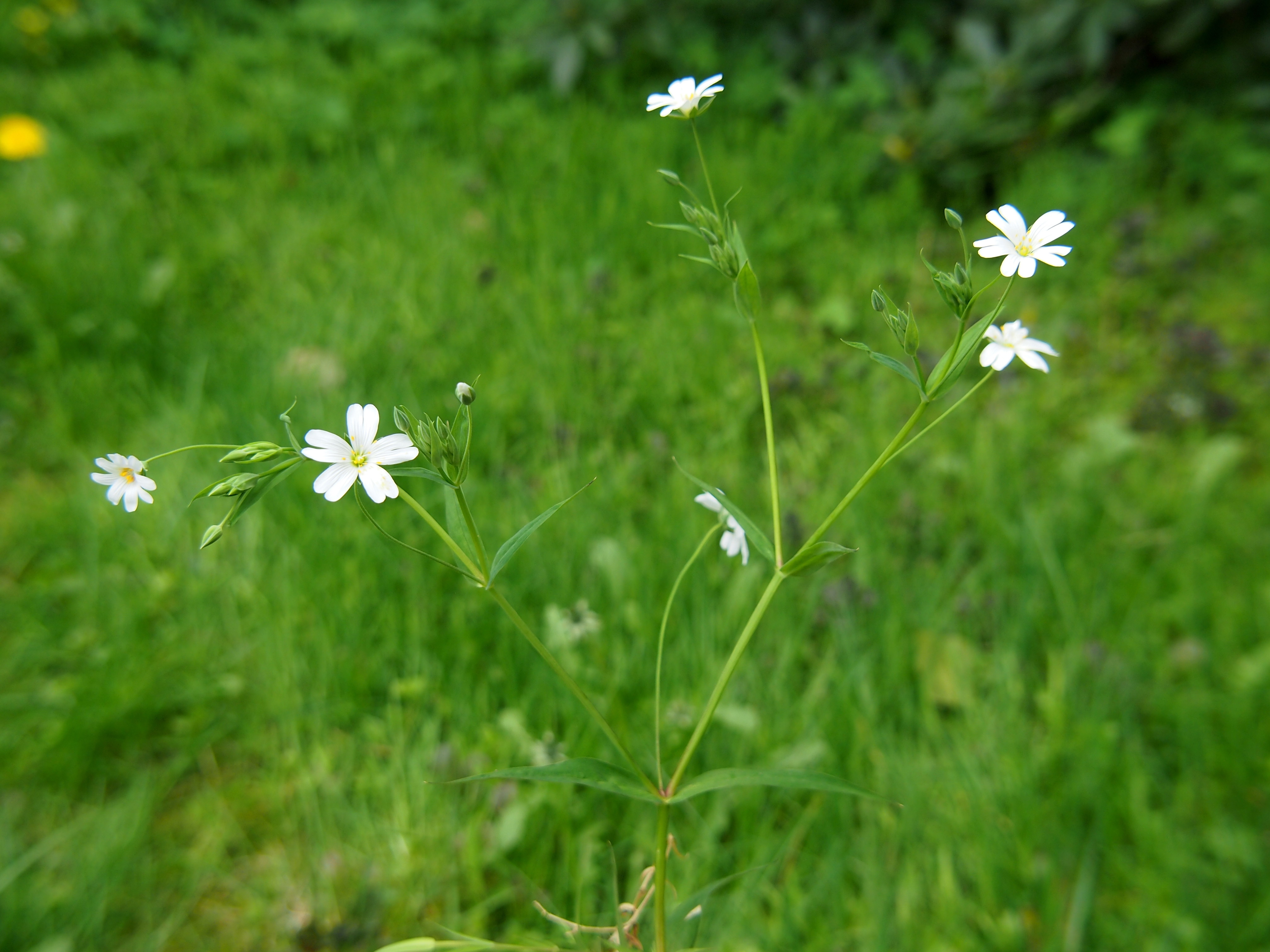
Blütenstand

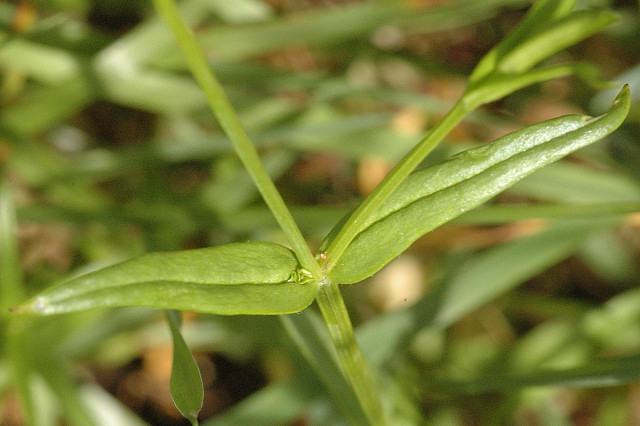
Kantiger Stängel mit gegenständigen, sitzenden Laubblättern

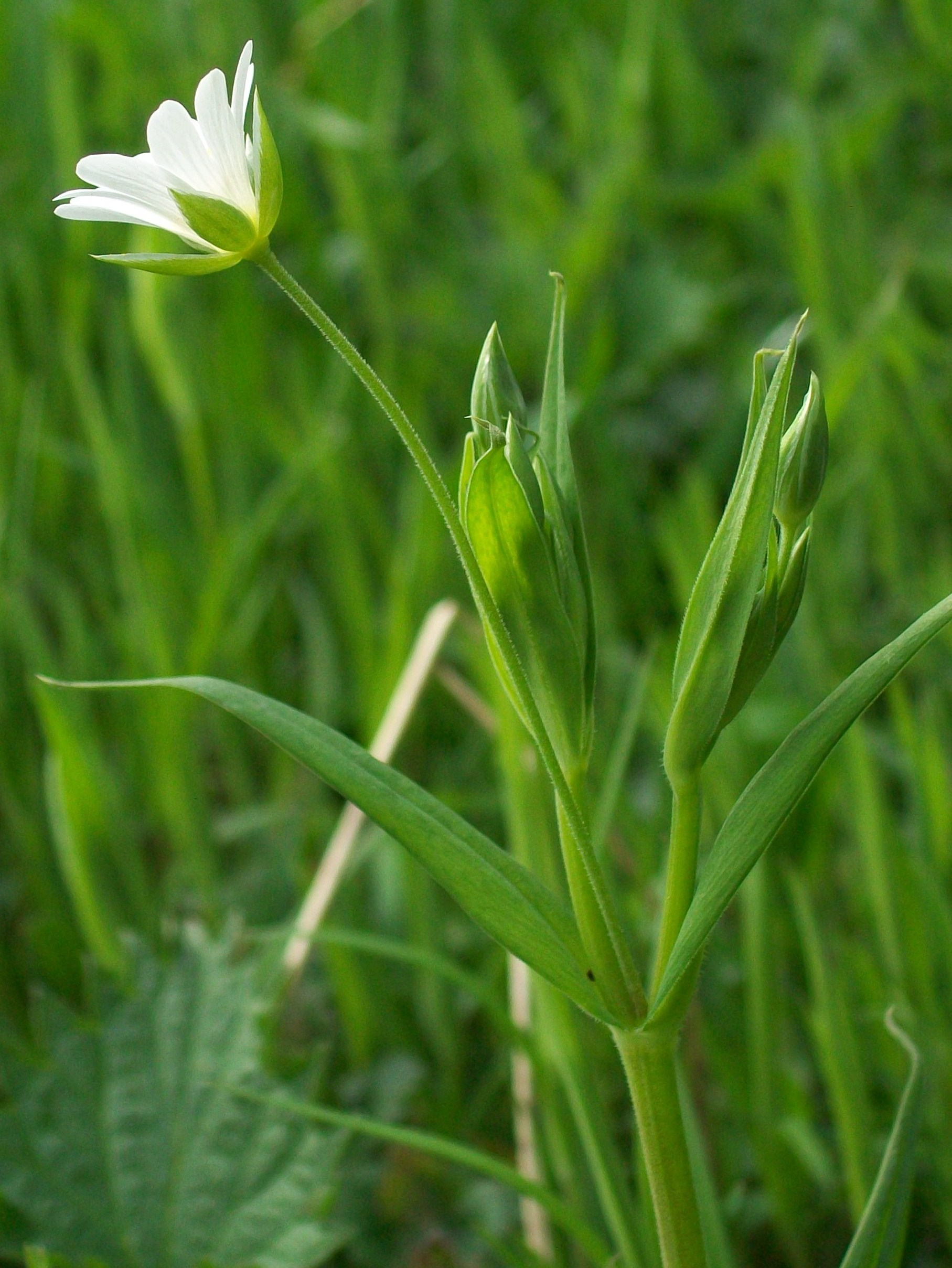
Ausschnitt eines Blütenstandes mit Blütenknospen und Blüte von der Seite, dabei sind die Kelchblätter gut erkennbar

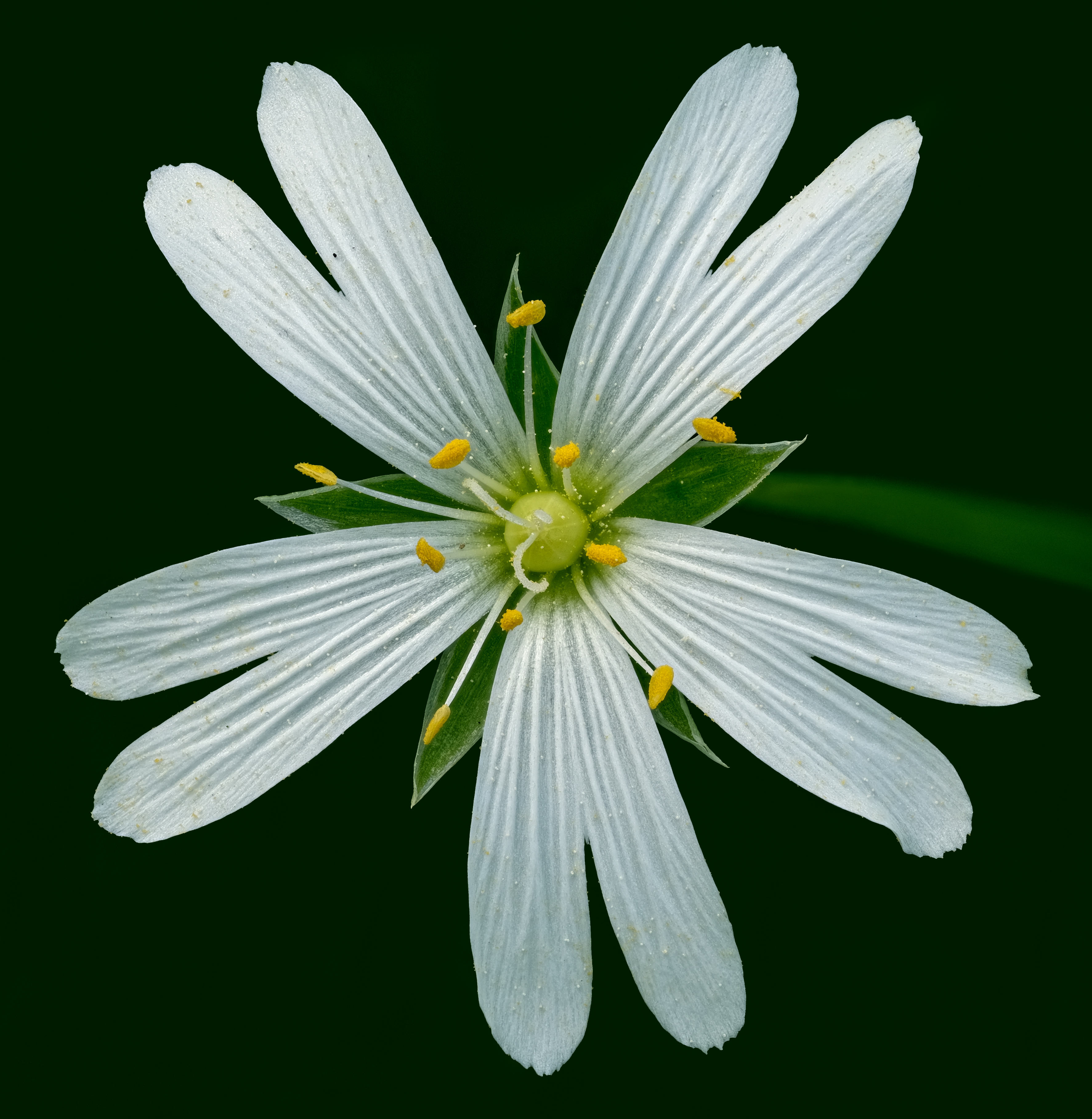
Blüte im Detail

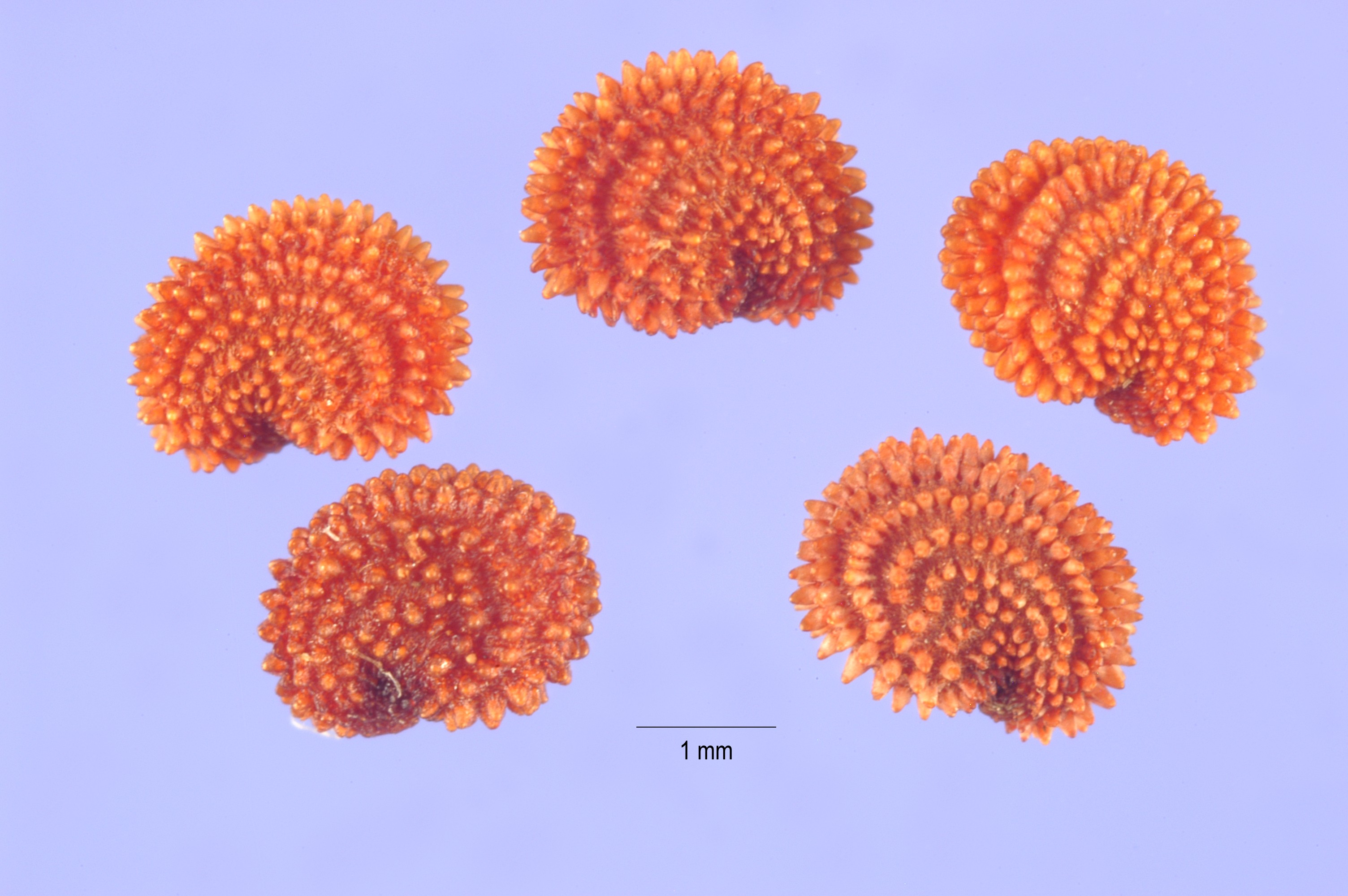
Samen

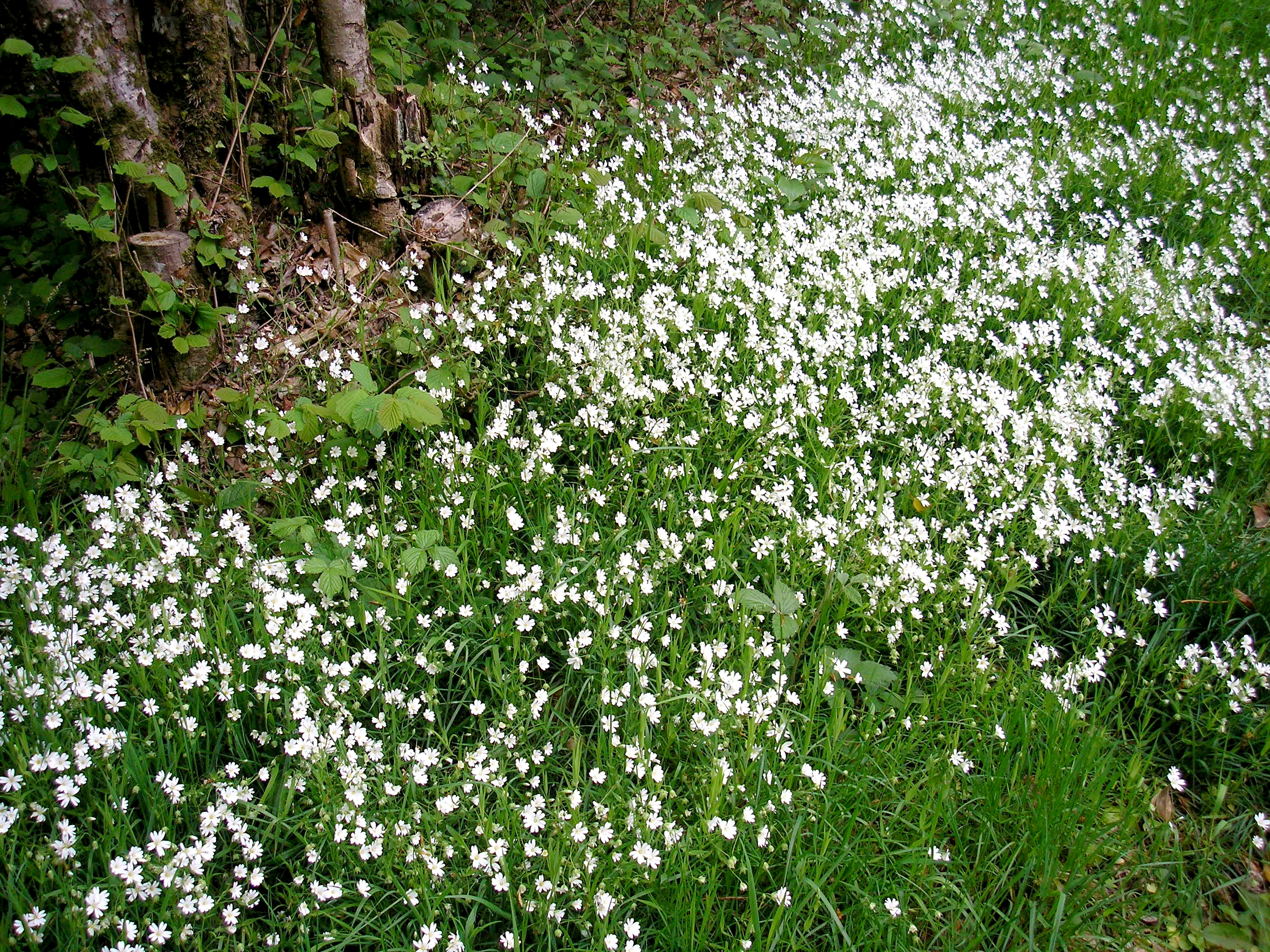
Habitus und Blüten im Habitat

### Vegetative Merkmale
Die Große Sternmiere ist eine immergrüne, ausdauernde krautige Pflanze und erreicht Wuchshöhen von meist 15 bis 30, selten bis zu 60 Zentimetern. Ihre dünnen kriechenden Rhizome sind ohne Wurzelknollen. Die aufsteigenden, vierkantigen Stängel sind im oberen Bereich kurz behaart, sonst kahl. Die längeren Stängel tragen zahlreiche langgestielte Blüten und finden oft Halt an Nachbarpflanzen. Insgesamt sind die Stängel der Große Sternmiere ziemlich schwach und zerreißen leicht im Bereich der Laubblätter.
Die gegenständig an den Stängeln angeordneten Laubblätter sind alle sitzend. Die einfache, steife Blattspreite ist bei einer Länge von 3 bis 9 Zentimetern sowie einer Breite von 2 bis 10 Millimetern schmal-lanzettlich oder linealisch-lanzettlich mit runder und stängelumfassender Basis und zugespitztem oberen Ende und rauem, behaartem Blattrand; sie ist an ihrer Basis am breitesten.

### Generative Merkmale
Ihr trugdoldenartiger Blütenstand enthält locker angeordnet 3 bis 31 Blüten. Sie stehen in einem dichasial verzweigten Blütenstand, einem sogenannten Zymoid. Dabei wiederholt sich mehrfach nacheinander ein Verzweigungsmuster, bei dem die Hauptachse in einer Blüte endet, welche wiederum von jeweils zwei Seitenachsen übergipfelt wird. Die laubblattähnlichen, krautigen 5 bis 50 Millimeter langen Deckblätter sind bewimpert. Der aufsteigende Blütenstiel ist 1 bis 60 Millimeter lang, dünn und flaumig behaart.
Die zwittrigen Blüten sind bei einem Durchmesser von 2 bis 3 Zentimetern radiärsymmetrisch und fünfzählig mit doppelter Blütenhülle. Die fünf kahlen Kelchblätter sind bei einer Länge von 6 bis 8 Millimetern eiförmig-lanzettlich mit spitzem oberen Ende und undeutlich dreinervig. Die fünf weißen Kronblätter sind bis zur Hälfte ihre Länge gespaltenen und sind bei einer Länge von 8 bis 14 Millimetern etwa 1,5 bis doppelt so lang wie die Kelchblätter. Selten fehlen Kronblätter. Meist sind zehn Staubblätter vorhanden, die manchmal durch Degeneration weniger sein können. Der Fruchtknoten ist oberständig. Es sind drei freie aufsteigende Griffel pro Blüte vorhanden, die etwa 4 Millimeter lang sind.
Die bei einem Durchmesser von 5 bis 6 Millimetern kugelige, mit stumpfem oberen Ende, Kapselfrucht besitzt in etwa die Größe des Blütenkelchs. Bei Reife öffnen sich die Kapselfrüchte mit drei Klappen, die sich später in sechs Klappen aufspalten und entlassen die Samen. Die rötlich-braunen Samen sind bei einem Durchmesser von 2 bis 3 Millimetern nierenförmig und dicht papillös.
Die Chromosomengrundzahl beträgt x = 13; es wurden Chromosomenzahlen von 2n = 26 oder 56 ermittelt.

## Phänologie
In der Schweiz reicht die Blütezeit von Mai bis Juni, in anderen Gebieten beginnt die Blütezeit schon im April. Da nicht alle Blüten zugleich blühen, sondern an den Stielen nacheinander, zieht sich die Blütezeit über mehrere Monate hin, obwohl die Einzelblüten nur eine kurze Lebensdauer haben. Im Sommer reifen die Früchte.

## Ökologie
Bei der Großen Sternmiere handelt es sich um einen Chamaephyten. Über vegetative Vermehrung aus ihren Rhizomknospen und aus den vorjährigen, bodennahen Sprossachsen, bildet sie schnell kleine Horste aus.
Die Große Sternmiere wird entweder von Insekten bestäubt oder ihre zwittrigen Blüten bestäuben sich selbst. Die Große Sternmiere tritt fast ausschließlich in größeren, allerdings selten bestandsbildenden, Gruppen auf. Die Ausbreitung ihrer Samen erfolgt durch den Wind.
Sie ist eine wichtige Nahrungspflanze für etliche Nachtfalterarten. Beispielsweise ist sie eine Nektarpflanze des Hornkraut-Tageulchens (Panemeria tenebrata). Für mehrere weitere Eulenfalter und Spanner stellt sie eine wichtige Raupen-Futterpflanze dar, insbesondere für den potenziell gefährdeten Sternmieren-Blattspanner (Euphyia biangulata), den stark gefährdeten Hornkraut-Blattspanner (Euphyia frustata) und die gefährdete Braune Glattrückeneule (Aporophyla lutulenta).

## Vorkommen
Die Große Sternmiere ist in den warmgemäßigten Gebieten Europas, Westasiens und des Kaukasusraums sowie in einigen Ländern Nordafrikas weit verbreitet. Es gibt Fundortangaben für das nördliche Algerien, Marokko, Tunesien, das nördliche Portugal, Spanien und Frankreich, Belgien, die Niederlande, das Vereinigte Königreich, Irland, Dänemark, das südliche Norwegen und Schweden, Estland, Litauen, Lettland, den europäischen Teil Russlands, Belarus, die Ukraine, die Krim, Ciskaukasien, Armenien, Aserbaidschan, Georgien, Dagestan, das westliche Sibirien, die Türkei, Iran, Afghanistan, Deutschland, Österreich, die Schweiz, Italien, Ungarn, Polen, Slowakei, Slowenien, Kroatien, Rumänien, Bulgarien, Albanien, Nordmazedonien und das nördliche Griechenland. Sie ist beispielsweise im östlichen Nordamerika ein Neophyt.
Die Große Sternmiere gedeiht meist in lichten, krautreichen Laub- und Mischwäldern, Hecken und Gebüschen. Dort besiedelt sie vor allem frische bis mäßig trockene, mäßig nährstoffreiche, meist kalkfreie, lehmige und sandige Böden bis in mittlere Gebirgslagen. Sie ist in Mitteleuropa eine Charakterart des Verbands Carpinion, kommt aber auch in Pflanzengesellschaften der Verbände Fagion, Pruno-Rubion oder Trifolion medii vor.
Die ökologischen Zeigerwerte nach Landolt et al. 2010 sind in der Schweiz: Feuchtezahl F = 3 (mäßig feucht), Lichtzahl L = 2 (schattig), Reaktionszahl R = 2 (sauer), Temperaturzahl T = 4+ (warm-kollin), Nährstoffzahl N = 3 (mäßig nährstoffarm bis mäßig nährstoffreich), Kontinentalitätszahl K = 3 (subozeanisch bis subkontinental).

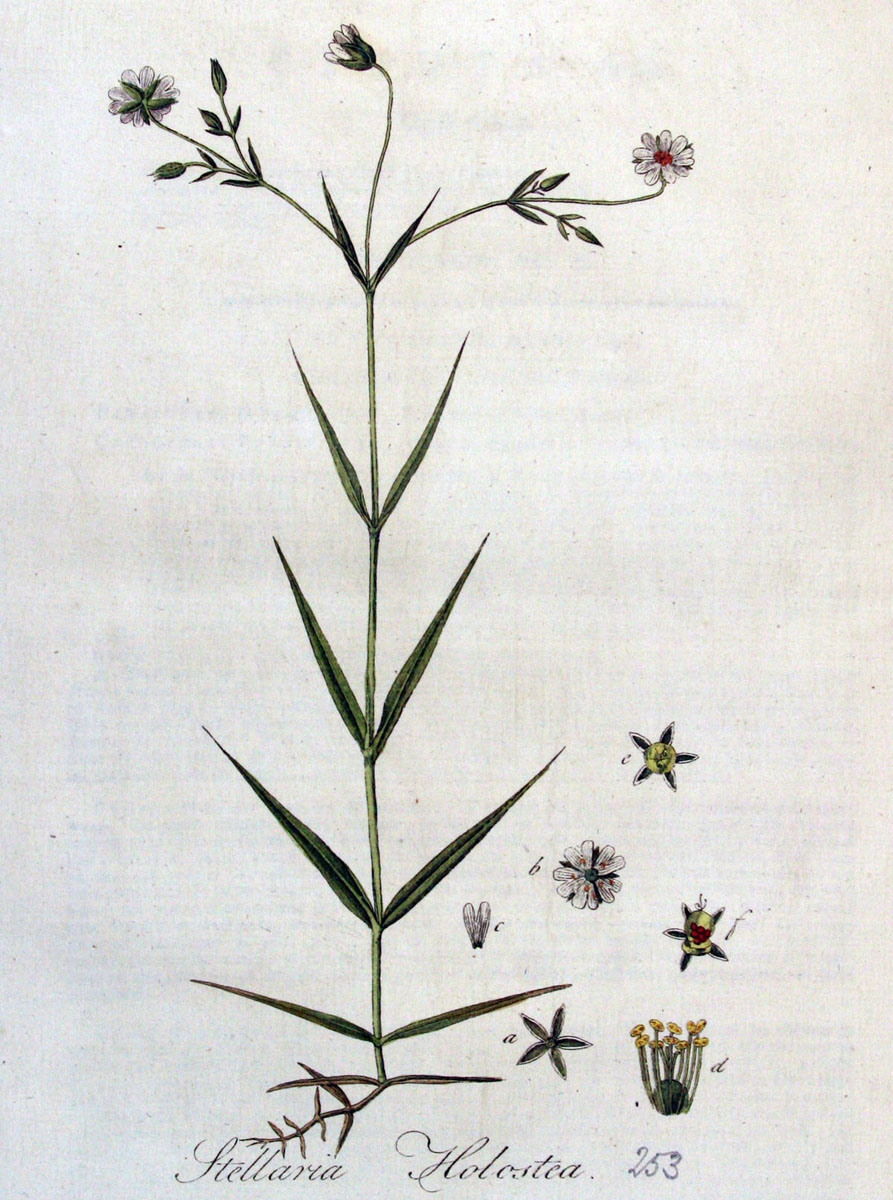
Illustration aus Jan Kops: Flora Batava, Band 4, 1822

## Systematik
Die Erstveröffentlichung der Großen Sternmiere erfolgte 1753 unter dem Namen (Basionym) Stellaria holostea durch Carl von Linné in Species Plantarum, Band I, Seite 422. Das Artepitheton holostea leitet sich aus den altgriechischen Wörtern ὅλος hólos sowie ὀστέον ostéon für „Knochen“ ab und bedeutet „knochenhart“, dies bezieht sich auf die Stängel. Als Lectotypus wurde 1993 LINN-584.4 durch Bengt Edvard Jonsell und Charles Edward Jarvis in Regnum Vegetabile; ..., Volume 127, Seite 91 festgelegt. Die Neukombination zu Rabelera holostea (L.) M.T.Sharples & E.A.Tripp wurde im November 2019 durch Mathew T. Sharples und Erin A. Tripp in Phylogenetic Relationships Within and Delimitation of the Cosmopolitan Flowering Plant Genus Stellaria L. (Caryophyllaceae): Core Stars and Fallen Stars. In: Systematic Botany, Volume 44, Issue 4, S. 857–876 veröffentlicht. Dafür wurde die neue Gattung Rabelera M.T.Sharples & E.A.Tripp aufgestellt. Der Gattungsname Rabelera ehrt Richard Kevin Rabeler (* 1953). Ein weiteres Synonym für Rabelera holostea (L.) M.T.Sharples & E.A.Tripp ist Alsine holostea (L.) Britton.
Molekulargenetische Daten machten es erforderlich, in der Tribus Alsineae innerhalb der Familie Caryophyllaceae einige Veränderungen in der Systematik durchzuführen. Dabei wurden einige Arten, die bisher der Gattung Stellaria s. l. zugerechnet wurden, in andere Gattungen gestellt und neue Gattungen aufgestellt.